# Chamaeleo zeylanicus
Chamaeleo zeylanicus (лат.) — вид ящериц из семейства хамелеонов, обитающий на Шри-Ланке, в Индии, Пакистане и некоторых других частях Южной Азии. Как и другие хамелеоны, этот вид передвигается медленно, подергиваясь или раскачиваясь (пытаясь имитировать покачивающиеся ветки) и обычно ведет древесный образ жизни. У них очень длинный и липкий язык, которым они ловят насекомых на расстоянии нескольких футов. Как и у других хамелеонов, у C. zeylanicus пальцы на лапах срослись в подобие клешней, хвост цепкий, глаза движутся независимо и они способность быстро менять окраску и узоры на коже. Несмотря на распространенные заблуждения, они не меняют свой внешний вид в зависимости от окружения или фона или даже для маскировки. Скорее, смена окраски предназначена в первую очередь для общения с другими представителями своего вида, в том числе для обозначения восприимчивости самки (более яркие узоры, как правило, показывают готовность к спариванию) или покорности при внутривидовом соперничестве (в территориальных спорах или спорах между самцом и самкой часто используются более темные оттенки, которые ассоциируется с подчинением, гневом или желанием одиночества). Кроме того, окраска может меняться для контроля температуры тела: более темные цвета нужны для поглощения тепла, а более светлые для охлаждения тела.

## Распространение
Они встречаются на большей части территории Индии к югу от реки Ганг, на юго-востоке Пакистана и в некоторых частях Шри-Ланки. Это делает их сильно географически изолированными от всех других хамелеонов, населяющих Африку, острова Индийского океана недалеко от Африки, южную Европу и Аравийский полуостров. Филогенетические данные позволяют предположить, что это необычное распределение является следствием океанического расселения в Индию из Аравии в середине миоцена.

## Описание
На голове есть костный «шлем», украшенный гребнями или бугорками. Между глазами есть межглазничная перегородка. Зубной ряд акродонтный; зубы сжатые, треугольные, более или менее отчетливо трехстворчатые. Нёбо беззубое. Глаза большие, покрыты толстыми зернистыми веками с небольшим центральным отверстием для зрачка. Барабанная полость и наружное ухо отсутствуют. Тело сжатое, шея очень короткая. Позвонки процельные; имеются брюшные ребра. Конечности длинные, приподнимающие туловище. Пальца расположены группами по два и три, причём на передней конечности между собой срастаются первый, второй и третий и четвёртый и пятый пальцы, а на задней — первый и второй и третий, четвёртый и пятый. Хвост цепкий. Голова и тело покрыты гранулами или бугорками.
«Шлем» сильно приподнят сзади, с сильным изогнутым теменным гребнем; расстояние между спайкой рта и концом шлема равно или почти равно расстоянию между концом рыла и задним концом нижней челюсти; ростральных придатков нет; имеется сильный латеральный гребень, не доходящий до конца теменного гребня; С каждой стороны обнаруживаются признаки дермальной затылочной доли, не доходящие до теменного гребня. На теле нет увеличенных бугорков; имеется слабо зазубренный спинной гребень; ряд конических бугорков образует очень отчетливый гребень вдоль горла и брюха. У самцов есть предплюсневый отросток или шпора, хвост длиннее головы и тела. Горло-вентральный гребень и спайка рта белые.
Длина тела он кончика морды до отверстия клоаки до 18 см, длина хвоста до 20 см.